# Chantal Robin-Rodrigo
Chantal Robin-Rodrigo, née le 4 août 1948 à Aix-en-Provence (Bouches-du-Rhône), est une femme politique française.

## Biographie

### Jeunesse et études
Chantal Robin-Rodrigo naît à Aix-en-Provence. Sa mère décède lorsqu'elle a six ans. Son père, militaire français en Indochine, se bat à Bataille de Diên Biên Phu. Elle est élevée par sa grand-tante. 
Elle fait des études d'économie et devient cadre bancaire.

### Parcours politique
Elle devient députée en 1998 de la troisième circonscription des Hautes-Pyrénées à la suite de la nomination de Jean Glavany au gouvernement Jospin.
Elle est élue députée face au candidat UMP Gérard Trémège le 16 juin 2002, pour la XIIe législature (2002-2007), dans la deuxième circonscription des Hautes-Pyrénées. Membre du PRG, elle est, à l'Assemblée nationale, apparentée au groupe socialiste. Avec 1 525 questions écrites posées au gouvernement entre le 2002 et mi-2006, elle est le sixième député le plus actif de l'Assemblée nationale sur ce critère, et la deuxième femme députée la mieux classée.
Elle est, le 17 juin 2007, réélue députée de la même circonscription avec 55,17 % des voix face au maire UMP de Tarbes, Gérard Trémège.
Elle ne se représente pas aux législatives de 2012, Jeanine Dubié est élue à sa place.

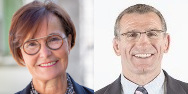
Chantal Robin-Rodrigo et Louis Armary, Conseillers Départementaux des Hautes-Pyrénées (PRG)

En mars 2015, elle est élue conseillère départementale du canton de la Vallée des Gaves en tandem avec Louis Armary. 
À la suite de cette mandature, elle décide de ne pas se représenter en 2021. 

## Mandats
Députée
- 21 novembre 1998 - 18 juin 2002 : députée RCV de la troisième circonscription des Hautes-Pyrénées
- 19 juin 2002 - 19 juin 2007 : députée App. socialiste de la deuxième circonscription des Hautes-Pyrénées
- 20 juin 2007 - 17 juin 2012 : députée de la deuxième circonscription des Hautes-Pyrénées

Conseillère municipale
- 6 mars 1983 - 19 mars 1989 : membre du conseil municipal de Tarbes (Hautes-Pyrénées)
- 20 mars 1989 - 18 juin 1995 : membre du conseil municipal de Tarbes
- 19 juin 1995 - 18 mars 2001 : adjointe au maire de Tarbes

Conseillère générale des Hautes-Pyrénées
- 23 mars 1998 - 28 mars 2004 : membre, puis vice-présidente, du conseil général des Hautes-Pyrénées
- 29 mars 2004 - 16 mars 2008 : vice-présidente du conseil général des Hautes-Pyrénées
- mars 2008 : vice-présidente du Conseil général, puis du conseil départemental des Hautes-Pyrénées